# George Robertson (homme politique)
Pour les articles homonymes, voir George Robertson et Robertson.
George Robertson, né le 12 avril 1946 à Port Ellen, au Royaume-Uni, est un homme politique britannique, membre du Parti travailliste, qui est le dixième secrétaire général de l'Organisation du traité de l'Atlantique nord (OTAN) de 1999 à 2004, succédant à l'Espagnol Javier Solana. Auparavant, il a été secrétaire d'État à la Défense dans le gouvernement de Tony Blair, de 1997 à 1999.

## Décorations
- Grand-croix de l'Ordre de Mérite du Grand-Duché de Luxembourg. Il est décoré le 25 septembre 2003[1].